# Communauté rurale de Djinaky
La communauté rurale de Djinaky est une communauté rurale du Sénégal située dans le département de Bignona, une subdivision de la région de Ziguinchor, dans la région historique de Casamance dans le sud du pays. Depuis 2008 la CR fait partie de l'arrondissement de Kataba 1, et non plus de celui de Diouloulou.
Son chef-lieu est Djinaky.

## Géographie
Les 24 villages de la communauté rurale sont :
- Badiana
- Baline
- Balonguine
- Baranlir
- Belaye
- Biti Biti
- Bricamanding
- Coussabel
- Diounoug
- Djinaky
- Djinoundié
- Ebinako
- Ebinkine
- Essom Silathiaye
- Kabiline
- Kakaré
- Kariaye
- Karongue
- Kateum Teum
- Mahmouda Chérif
- Mongone
- Ndembane
- Tandine
- Wangaran

## Population
Lors du dernier recensement (2002), la CR comptait 16 533 personnes et 2 301 ménages.